# Hex (joc)
Hex és un joc de tauler abstracte per a dos jugadors creat per Piet Hein el 1942 i, independentment, per John Nash el 1947. Es tracta d'un joc de connexió que es juga en un tauler romboidal dividit habitualment en 11x11 caselles hexagonals, tot i que també s'utilitzen altres dimensions. L'objectiu dels jugadors, que per torns van col·locant fitxes al tauler, és aconseguir connectar dos costats oposats del rombe.

## Història
El joc fou inventat pel matemàtic danès Piet Hein l'any 1942, mentre treballava a l'Institut Niels Bohr de Copenhague i, posteriorment, sense saber de la invenció de Hein, també fou creat pel matemàtic John Nash l'any 1947 a la Universitat de Princeton. A Dinamarca es començà a conèixer amb el nom Polygon (tot i que Hein l'anomenà CON-TAC-TIX); els col·legues de Nash, per la seva banda, l'anomenaren Nash. L'any 1952 Parker Brothers el comercialitzà amb el nom Hex, nom que feu fortuna i finalment quedà establert.

## Regles
Cada jugador escull un color. Els jugadors, per torns, col·loquen una fitxa del seu color en un dels hexàgons del tauler, amb l'objectiu d'aconseguir formar un camí continu de fitxes del seu color que connectin els costats oposats del tauler, indicats amb el color de cada jugador. El primer jugador que ho aconsegueix és el guanyador.
Com que el primer jugador té un cert avantatge, és habitual utilitzar la regla del pastís, segons la qual el primer jugador col·loca una fitxa d'un color i el segon decideix qui es queda aquell color.

## Estratègia
El joc no pot acabar en taules, resultat que fou demostrat per John Nash; així doncs, l'única forma d'evitar que el contrincant formi un camí continu és formant-ne un. En altres paraules, Hex és un joc determinat.
Quan els costats del tauler són iguals, que és la situació més habitual, el primer jugador pot guanyar sempre, independentment de què faci l'altre jugador; és a dir, existeix una estratègia guanyadora per al primer jugador. La demostració es basa en un argument de robatori d'estratègia no constructiu. Com que Hex és un joc finit amb informació perfecta i que no pot acabar en empat, o bé existeix una estratègia guanyadora per al primer jugador o bé per al segon. Si el segon jugador tingués una estratègia guanyadora, el primer jugador podria robar-la-hi començant amb una jugada irrellevant i posteriorment seguir l'estratègia del segon jugador. Ara bé, com que una jugada extra mai pot ser un desavantatge a Hex, això assegura que és el primer jugador qui guanyarà, no el segon. Així s'arriba a contradicció amb la suposició inicial (el segon jugador té una estratègia guanyadora) i es demostra que és el primer jugador qui disposa d'una estratègia guanyadora. En aquest sentit, doncs, Hex és un joc molt feblement resolt, ja que se sap quin és el resultat del joc però no se sap com aconseguir-ho.
Per compensar l'avantatge del primer jugador, es poden utilitzar dos mètodes:
1. Acostar els costats del segon jugador, de manera que es juga en un paral·lelogram en lloc d'un rombe. Nogensmenys, es pot demostrar que en aquest cas el segon jugador pot guanyar sempre.
2. Utilitzar la regla del pastís, segons la qual el primer jugador col·loca una fitxa d'un color i el segon decideix qui es queda aquell color. D'aquesta manera el primer jugador es veu obligat a fer una primera jugada bona però no excessivament bona, de forma que tant si el segon es queda el color com no, la partida queda equilibrada.

Cameron Browne, en el seu llibre Hex Strategy: Making the Right Connections analitza l'estratègia de l'Hex amb molt detall. Nogensmenys, alguns jugadors consideren que el llibre conté diversos errors i planteja estratègies qüestionables.